# Лазар Ристовски
Лазар Ристовски (Равно Село, Врбас, 26. октобар 1952) српски је глумац, продуцент и редитељ. Одиграо је у позоришту преко 4 хиљаде представа и снимио је више од 90 филмова и 30 тв серија, већином у главним улогама.

## Биографија
Његов отац је досељеник из прилепског села Гуђаково а мајка из Црне Горе. Завршио је Учитељску школу у Сомбору, а глуму дипломирао на Факултету драмских уметности у Београду, у класи Огњенке Милићевић, заједно са Богданом Диклићем, Снежаном Савић, Љиљаном Стјепановић и Радошем Бајићем.
Најпознатије улоге у позоришту су му: Шекспиров „Хамлет“ у режији оскаровца Јиржија Менцла на дубровачким летњим играма, Књаз Никола у представи „Дуго путовање у Јевропу“, Стевана Копривице, Амадеус у „Амадеусу“ Питера Шефера у режији Паола Мађелија, Бондова „Луда“ у режији Слободана Унковског, у Београдском Драмском Позоришту. Играо је у хитовима Звездара Театра: “Мрешћење шарана”, Аце Поповића, “Оригинал фалсификата”, Радета Радовановића, “Мала”, Радослава Павловића, “Урнебесна трагедија”, Душана Ковачевића. Играо је Молијеровог „Дон Жуана“, „Руцантеову“ „Мушицу“, Мара у “Мара Сад” у Позоришту Дворишту.
Играо је у представи „Венчање“ Витолда Гомбровича У Српском Народном Позоришту у Новом Саду, коју је режирао један од најбољих редитеља, Пољак, Јержи Јароцки.
Запажене улоге је остварио у филмовима „Хајка" (1977), „Светозар Марковић“ (1981), „Игмански марш“ (1983), „Тако се калио челик“ (1988), „Оригинал фалсификата“ (1991), „Тито и ја“ (1992), „Подземље“ (1995), „Балканска правила“ (1997), „Буре барута“ (1998), "Бело одело" (1999), "Бумеранг" (2001), „Мали свет“ (2003), „Пад у рај“ (2004), „Сан зимске ноћи“ (2004). „Свети Георгије убива аждаху“ (2009), „Дневник машиновође" (2016) и „Краљ Петар Први" (2018). Играо је и у тв серијама "Краљ Петар Први" (2019), "Дрим тим 1 и Дрим тим 2" (2021-2024) и "Тунел" (2023) итд.
Играо је и у светским хитовима "Casino Royale" и "The November Man". Играо је и ван граница Србије: "Краљ Лопова" и „Друга жена“, "Sonetàula ", "Auf kurze Distanz", "Поред пута".
Био је редитељ и продуцент филма „Бело одело“ који је имао премијеру на Канском фестивалу у програму "Недеља критике". Продуцент је преко 20 дугометражних играних филмова и неколико ТВ серија. Као редитељ и продуцент, снимао је и свој други филм „Бели лавови“ 2011.
Написао је и два романа; „Бело одело“ и „Како сам добио Оскара“ и 2 књиге кратких прича: "Једноставне приче" и "Улична академија".
Активно је учествовао у политичким кампањама Српске напредне странке.
Лазар Ристовски је власник продуцентске куће Зилион Филм.

## Награде и признања
- 2025. - Награда за животно дело "Мето Јовановски" - Фестивал Преко Језера Дојран, Северна Македонија[8]
- 2023. - Орден Карађорђеве звезде првог степена[9]
- 2021. - Награда за животно делo - Фестивал спортског филма Златибор
- 2020. - Плакета за изузетну колективну глумачку игру - Фестивал Мојковачке филмске јесени, за филм "Која је ово држава"
- 2020 - Награда "Златни витез" - за главну мушку уогу у филму "Краљ Петар I" - 29ти међународни Кино Форум
- 2019 - Годишња награпштине Врбас - за постигнуте резултате значајне за цело друштво
- 2019 - Награда "Капија Зворника" - за допринос развоју фестивала “Први кадар” и филмске уметности у Републици Српској
- 2019. - ''Римски златник'' - за изузетан допринос афирмацији и промоцији - Фестивал филмског сценарија у Врњачкој Бањи
- 2018. - Златна антена на 7. ФЕДИС-у, за целокупан допринос ТВ продукцији
- 2016. - Награда Павле Вуисић, као признање за изузетан допринос уметности глуме на домаћем филму, на Филским сусретима у Нишу
- 2016. - Златна арена за најбољу главну мушку улогу, на Филмском фестивалу у Пули, за улогу у филму С оне стране[10]
- 2016. - Цар Константин, на Филмским сусретима у Нишу, за улогу Жарка у филму С оне стране
- 2016. - Actor's Mission Award, Словачка[11]
- 2013. - Витез српске глуме
- 2012. - Награда - Живојин - Жика Павловић - за афирмацију српског филма у свету
- 2012. - Плакета Југословенске кинотеке - за изузетан допринос развоју филмске уметности
- 2012. - Награда Фипресци, за филм Бели лавови, у Драчу у Албанији Интернационални ФФ
- 2011. - Награда за најбољег глумца на Првом Забајкалском међународном фестивалу, за главну улогу у филму Свети Георгије убива аждаху
- 2010. - Златна медаља Сергеј Бондарчук за изузетан допринос филмској уметности - Фестивал " Златни витез " - Москва
- 2009. - Гран при Наиса, за најбољу улогу на Филмским сусретима у Нишу, за улогу Ђорђа жандара у филму Свети Георгије убива аждаху
- 2009. - Награда за најбољу мушку улогу - Статуета Ибис у националној класи такмичарског програма у Новом Саду, за улогу Ђорђа жандарау филму Свети Георгије убива аждаху
- 2006. - Специјална награда глумцу. Фестивал у Минску - продуцент и редитељ
- 2006. - Награда за најбољег глумца, 51 Семана Интернатионал де Цине де Валладолид, за улоге у филму Оптимисти
- 2005. - Посебна похвала жирија на 52. Интернационалном фестивалу у Пули за улогу Лазара у филму Сан зимске ноћи
- 2005. - Специјална награда жирија на фестивалу Алпе адриа у Трсту, за улогу Лазара у филму Сан зимске ноћи
- 2005. - Награда за глуму на Међународном филмском фестивалу у Минску, за улогу Лазара у филму Сан зимске ноћи
- 2005. - Златни витез на фестивалу у Чељабинску у Русији, за улогу Лазара у филму Сан зимске ноћи
- 2005. - Награда Фипресци - домаћих филмских критичара, за улогу Лазара у филму Сан зимске ноћи
- 2005. - Гран при Наиса, за најбољу улогу на Филмским сусретима у Нишу, за улогу Лазара у филму Сан зимске ноћи
- 2004. - Златна мимоза на Фестивалу у Херцег Новом за улогу полицајца КОС-а у филму Мали свет
- 2004. - Цар Константин, на Филмским сусретима у Нишу, за улогу полицајца КОС-а у филму Мали свет
- 2000. - Златна мимоза на Фестивалу у Херцег Новом за улогу саве у филму Бело одело
- 2000. - Кскс фантафестиивал - Миглиор АТТОР - за филм Збогом 20. век
- 1999. - Гран при на Међународном фестивалу у Атини, за филм Бело одело
- 1999. - Награда за филмску уметност - за целокупан рад на филму и специјално за филм Бело одело - у граду Ђибелина на Сицилији - Италија
- 1998. - Златна мимоза на Фестивалу у Херцег Новом за улоге у филмовима До коске и Балканска правила
- 1995. - Гран при Наиса, за најбољу улогу на Филмским сусретима у Нишу, за улогу Црног у филму Подземље
- 1995. - Статуета Јоаким Вујић, која се додељује за изузетан допринос развоју позоришне уметности у Србији
- 1995. - Кристална призма за филмску уметност, за улогу Црног у филму Подземље - Емира Кустурице
- 1995. - Октобарска награда града Београда за улогу Црног у филму Подземље - Емира Кустурице
- 1993. - Цар Константин, на Филмским сусретима у Нишу, за улогу Аранђела у филму Византијско плаво
- 1991. - Награда критичара Славко Лазаревић, у Нишу, за улогу Павла у филму Оригинал фалсификата
- 1989. - Награда Раша Плаовић, за најбоље остварење у свим београдским позориштима у прошлој сезони, за улогу Павла у представи Оригинал фалсификата
- 1989. - Стеријина награда за улогу Павла у представи Оригинал фалсификата
- 1989. - Награда Зоран Радмиловић, за глумачку бравуру, за улогу Павла у представи Оригинал фалсификата, на Стеријином позорју
- 1988. - Награда Златни смијех, за улогу Краља Николе у представи Дуго путовање у Јевропу на Данима сатире у Загребу
- 1985. - Статуета Ћуран, на Данима комедије у Јагодини за улогу Краља Николе у представи Дуго путовање у Јевропу
- 1982. - Статуета Ћуран, на Данима комедије у Јагодини за улогу Руцанта у представи Мушица
- 1982. - Награда Орландо, за улогу Хамлета, Дубровачке љетње игре
- 1978. - Награда ССОЈ на "Малим сценама" у Сарајеву за улогу Мије у представи Савременик

## Филмографија
| Год.       | Назив                                  | Улога                                                           |
| ---------- | -------------------------------------- | --------------------------------------------------------------- |
| 1970-е     |                                        |                                                                 |
| 1975.      | Синови                                 | Гоља                                                            |
| 1977.      | Хајка                                  | Иван                                                            |
| 1978.      | Квар                                   | психијатар Савић                                                |
| 1978.      | Маска                                  | Бранко Радичевић                                                |
| 1980-е     |                                        |                                                                 |
| 1981.      | Светозар Марковић                      | Светозар Марковић                                               |
| 1982.      | Лов на мишеве                          |                                                                 |
| 1982.      | Дивље месо                             | Стева Андрејевић                                                |
| 1982.      | Сабињанке                              | Џулијан Бојд                                                    |
| 1983.      | Тераса                                 | Владан                                                          |
| 1983.      | Малограђани                            | посинак Нил                                                     |
| 1983.      | Сумрак                                 |                                                                 |
| 1983.      | Игмански марш                          | Јосип Броз Тито                                                 |
| 1984.      | Проклета авлија                        | љубитељ жена                                                    |
| 1984.      | Убица (ТВ драма)                       | Инжењер Стојан Станојевић                                       |
| 1984.      | Дивља патка                            |                                                                 |
| 1984.      | Задарски мементо                       | Кршеван Стипчевић                                               |
| 1985.      | Случај Лазе Костића                    | Бранилац 1                                                      |
| 1985.      | Мушица                                 |                                                                 |
| 1985.      | Двоструки удар                         | Ана Марија                                                      |
| 1985.      | Јазол                                  | Никола                                                          |
| 1985.      | Љубавне приче                          |                                                                 |
| 1985.      | Госпођица Јулија                       | Жан                                                             |
| 1987.      | Вук Караџић                            | Павле Цукић                                                     |
| 1988.      | Тако се калио челик                    | Лео                                                             |
| 1988.      | Портрет Илије Певца                    | Павле Добренов                                                  |
| 1988.      | Нека чудна земља                       | Путник                                                          |
| 1988.      | Четрдесет осма — Завера и издаја       | Сретен Жујовић                                                  |
| 1990-е     |                                        |                                                                 |
| 1990.      | Граница                                | Топић                                                           |
| 1990.      | Хајде да се волимо 3                   | Мили                                                            |
| 1991.      | Оригинал фалсификата                   | Павле                                                           |
| 1991.      | Мала шала                              | Светислав                                                       |
| 1992.      | Тито и ја                              | Раја                                                            |
| 1993.      | Раденко и Силвана                      |                                                                 |
| 1993.      | Византијско плаво                      | Аранђел                                                         |
| 1993.      | Броз и ја (ТВ серија)                  | Раја                                                            |
| 1995.      | Подземље                               | Петар Попара Црни                                               |
| 1996.      | До коске                               | Ковач                                                           |
| 1996.      | Била једном једна земља                | Петар Попара Црни                                               |
| 1997.      | Моја домовина                          |                                                                 |
| 1997.      | Балканска правила                      | Марко Лазаревић „Матори“                                        |
| 1998.      | Буре барута                            | Боксер                                                          |
| 1998.      | La seconda moglie                      | Фоско                                                           |
| 1998.      | Збогум на дваесетиот век               | Деда Мраз                                                       |
| 1999.      | Бело одело                             | Саво/Вуко Тиодоровић                                            |
| 2000-е     |                                        |                                                                 |
| 2001.      | Бумеранг                               | Боби                                                            |
| 2003.      | Мали свет                              | старији водник Рас                                              |
| 2004.      | König der Diebe                        | Карузо                                                          |
| 2004.      | Пад у рај                              | Љубиша Кундачина                                                |
| 2004.      | Сан зимске ноћи                        | Лазар                                                           |
| 2005.      | Добро уштимани мртваци                 | Руждија Кучук                                                   |
| 2006.      | Кројачева тајна                        | Пуковник                                                        |
| 2006.      | Оптимисти                              | професор Гаврило/Симон/покојни Ратомир/Газда Пера/Алекса Пантић |
| 2006.      | Казино Ројал                           | Каминовски                                                      |
| 2006.      | Сутра ујутру                           | Здравко                                                         |
| 2007.      | С. О. С. - Спасите наше душе           | Гвозден                                                         |
| 2008.      | Sonetàula                              | Егидио Малуне                                                   |
| 2009.      | Медени месец                           | Верин стриц                                                     |
| 2009.      | Свети Георгије убива аждаху            | Ђорђе Жандар                                                    |
| 2009.      | Ђавоља варош                           | Таксиста                                                        |
| 2010-е     |                                        |                                                                 |
| 2010−2017. | Село гори, а баба се чешља (ТВ серија) | Јован                                                           |
| 2011.      | Бели лавови                            | Диле                                                            |
| 2013.      | Равна Гора (ТВ серија)                 | бригадни генерал Боривоје Мирковић                              |
| 2014.      | Новембарски Човек                      | Аркадиј Фјодоров                                                |
| 2015.      | Бићемо прваци света                    | Јосип Броз Тито                                                 |
| 2015.      | За краља и отаџбину                    | Ђенерал Мирковић                                                |
| 2015.      | Панта Драшкић цена части (ТВ)          | бригадни генерал Панта Драшкић у позним годинама                |
| 2016.      | С оне стране                           | Жарко                                                           |
| 2016.      | Auf kurze Distanz (ТВ)                 | Ацо Горцић                                                      |
| 2016.      | Прваци света (серија)                  | Јосип Броз Тито                                                 |
| 2016.      | Дневник машиновође                     | Илија                                                           |
| 2018.      | Човек који је купио Месец              | Танеду                                                          |
| 2018.      | Краљ Петар I                           | Краљ Петар I Карађорђевић                                       |
| 2019.      | Краљ Петар I                           | Краљ Петар I Карађорђевић                                       |
| 2019.      | Између дана и ноћи                     | човек који тражи мртвог сина                                    |
| 2019.      | Пијавице (филм)                        | Стјепан                                                         |
| 2020-е     |                                        |                                                                 |
| 2023.      | Тунел (ТВ серија)                      | Милорад Малић                                                   |
| 2021-2024. | Дрим тим (ТВ серија)                   | Илија Ика Срдић                                                 |
| 2024.      | Крунска 11                             | наратор                                                         |
| 2024.      | Салигија                               | хоровођа                                                        |